# Bicknell, Utah
Bicknell är en kommun (town) i Wayne County i Utah. Vid 2020 års folkräkning hade Bicknell 323 invånare.